# Charlotte Sophie Bentinck (film)
 Charlotte Sophie Bentinck is een Nederlandse film uit 1996 van Ben Verbong. Het scenario is gebaseerd op het boek Het huwelijkscontract van Hella S. Haasse. De film heeft als alternatieve titels Het Huwelijkscontract en Mevrouw Bentinck.
De film werd in 1996 als zesdelige serie uitgezonden op Nederland 3 door de AVRO. Hij werd grotendeels opgenomen in de Tsjechische republiek, vanwege de lage kosten.

## Verhaal
De film volgt het leven van Charlotte Sophie Bentinck (1715-1800), haar liefdesleven en haar bijzondere brieven.

## Cast
| Acteur               | Personage            |
| -------------------- | -------------------- |
| Nanette Kuijpers     | Charlotte Sophie     |
| Dic van Duin         | Willem Bentinck      |
| Hiske van der Linden | Lottgen              |
| Tom Jansen           | Albrecht             |
| Ellen Vogel          | Wilhelmine           |
| Edda Barends         | Cordier              |
| Carol van Herwijnen  | van Boetzelaer       |
| Gerard Thoolen       | Stadhouder Willem IV |